# San Bol

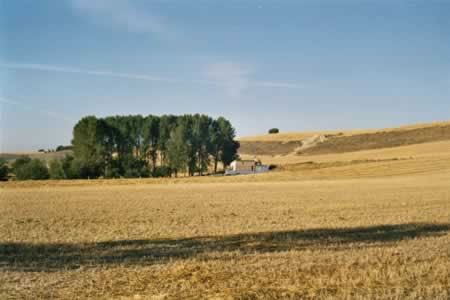
San Bol mit Pilgerherberge

San Bol, auch Arroyo Sanbol oder Sambol, ist ein ehemaliges Dorf am Jakobsweg in der Provinz Burgos der Autonomen Gemeinschaft Kastilien-León, das heute zur Gemeinde Iglesias gehört.
Der Ortsname soll sich aus San Baudilio, Name eines lokalen Heiligen und nach ihm benannten Klosters, abgeschliffen haben.
Über das Dorf gibt es wenig gesicherte Erkenntnisse, insbesondere über seine Aufgabe als Wohnort im Jahr 1503 kann nur spekuliert werden. Die im Umlauf befindlichen Erklärungen referieren einerseits auf eine rätselhafte Epidemie, andererseits auf die Vertreibung der Juden aus Spanien während der Regierungszeit der Katholischen Könige.
Im Ort gab es bis 1352 eine Leprastation, danach das oben erwähnte Kloster des Antoniterordens. Es gehörte zunächst zum Kloster San Anton de Castrojeriz, wechselte später in die Zuständigkeit des Klosters von Oña und nochmals später in die des Klosters von Cardeña. Einzig seine baulichen Reste und die in den 1990er Jahren errichtete Pilgerherberge erinnern heute noch an das Dorf San Bol.
Die Pilgerherberge wurde Anfang der 1990er Jahre als Zufluchtsort für Pilger gebaut und, dem Zufluchtsgedanken folgend, nur mit grundlegender Ausstattung ohne elektrische und sanitäre Installationen ausgeführt. Wasser bezieht die Herberge aus der ganzjährig mit einer Temperatur von 10 °C fließenden Quelle, Toiletten gibt es im freien Feld, Waschgelegenheit bietet ein von der Quelle gespeistes Wasserbecken.
Hintergrund des Herbergsbaus war auch, dass die Gemeindeverwaltung in Sanbol lebende Drogenabhängige verdrängen wollte. Die Gruppe besetzte jedoch die neu errichtete Herberge und nutzte sie als Unterkunft. 1996 ließ die Gemeinde das Gebäude räumen und übergab es einem Hospitalero zur Betreuung der Pilger.
In den Bereich moderner Legendenbildung gehört der im angelsächsischen Raum verbreitete Glauben an eine besondere Heilkraft der Quelle von San Bol. Er soll auf den ersten Hospitalero „Luis“ zurückgehen, der die Geschichte  aus einer Laune heraus einer Gruppe englischer Pilger erzählt hätte, woraufhin sie weite Verbreitung in englischsprachigen Pilgerführern fand.